# Saison 5 de Xena, la guerrière
Chronologie
Saison 4 de Xena, la guerrière Saison 6 de Xena, la guerrière
Cet article présente le guide des épisodes de la cinquième saison de la série télévisée Xena, la guerrière.

## Distribution

### Personnages principaux
- Lucy Lawless (VF : Denise Metmer) : Xena[1]
- Renee O'Connor (VF : Marie-Laure Dougnac) : Gabrielle[2]

### Acteurs récurrents
- Patrick Floersheim : le narrateur
- Ted Raimi : Joxer
- Kevin Smith (VF : Thierry Mercier) : Arès
- Hudson Leick : Callisto
- Alexandra Tydings : Aphrodite
- Jennifer Sky : Amarice
- Timothy Omundson : Eli
- Claire Stansfield : Alti
- Daniel Sing : Ming T’ien
- Jay Laga’aia : Draco
- Meighan Desmond : Discorde
- Kate Elliott : Yakut
- Darien Takle : Cyrène
- David Franklin : Brutus
- Paris Jefferson : Athéna
- Stephen Lovatt : Hadès
- Mark Warren : Octavius
- Nicko Vella : Solan
- Adrienne Wilkinson : Livie
- William Gregory Lee : Virgile

## Épisode 1:Ange déchu
- États-Unis : 27/09/1999 (Syndication)
- France : 24/04/2001 (TF6)

- Charles Mesure : Michaël
- Tamati Rice : Raphaël
- David de Lautour : Lief
- Angela Gribben : Laura
- Lee-Jane Foreman : Arleia, mère de Callisto
- Jim McLarty : Pankos, père de Callisto

- Bien que l’épopée de Xena soit censée se dérouler à l’époque des anciennes divinités grecques, le Tartare et les champs Élysées sont remplacés par l’enfer et le paradis tels que mentionnés dans les récits des religions monothéistes.
- Charles Mesure et Tamati Rice ont déjà été invités dans les saisons précédentes.
- Lors du générique de fin, on peut lire ceci : Hell Hath No Fury like a Woman Scorned. « L’enfer n’est rien à côté de la femme que l’on trahit. »[3]

## Épisode 2:Le Chakram
- États-Unis : 04/10/1999 (Syndication)
- France : 25/04/2001 (TF6)

- Antonio Te Maioha : Kal
- Markos Rounthwaite : Calib

- La nouvelle forme du chakram entre en contradiction avec celui trouvé en 1942 dans l’épisode Les Manuscrits de Xena.
- Lors du générique de fin, on peut lire ceci : Xena’s Dark and Violent Past was restored during the production of this motion picture. « Le passé noir et violent de Xena a été restauré durant le tournage de cet épisode. »[4]
- Créatures et personnages légendaires : Arès

## Épisode 3:Succession
- États-Unis : 11/10/1999 (Syndication)
- France : 26/05/2001 (TF6)

- Jenya Lano : Mavican

- Lors du générique de fin, on peut lire ceci : Ares’ libido was not harmed during the production of this motion picture. « La libido d’Arès n’a pas été blessée durant le tournage de cet épisode. »[5]

## Épisode 4:Fascination animale
- États-Unis : 18/10/1999 (Syndication)
- France : 27/05/2001 (TF6)

- Mfundo Morrison : Arman
- Alison Bruce : Talia
- David Rare : Darcon
- Ric Chan: le guérisseur

- Lors du générique de fin, on peut lire ceci : Although The Rabbit Died, No other animals were harmed during the production of this motion picture. « Bien que le lapin soit mort, aucun autre animal n’a été blessé durant le tournage de cet épisode. »[6] L’expression The Rabbit Diet signifie qu’une femme est enceinte (rabbit test (en)).

## Épisode 5:Que d’os, que d’os
- États-Unis : 01/11/1999 (Syndication)
- France : 30/05/2001 (TF6)

- Donogh Rees : Chi’ah
- Beryl Te Wiata : la sage-femme
- Rachel Hayward : une Amazone

- Lors du générique de fin, on peut lire ceci : Xena and Alti were Bad To The Bone during the production of this motion picture. « Xena et Alti étaient mauvaises jusqu’aux os durant le tournage de cet épisode. »[7]
- Créatures et personnages légendaires : Amazones

## Épisode 6:Pureté
- États-Unis : 08/11/1999 (Syndication)
- France : 01/05/2001 (TF6)

- Marie Matiko : Pao Ssu et K’ao Hsin
- Andy Choi : Go Kun
- William Kwan : le vendeur d’épices

- Quand Joxer dit qu’il ne faut jamais sous-estimer les cuisiniers, il faisait référence à l’épisode La Contagion, dans lequel il a empoisonné toute une d’armée avec son ragout.
- Lors du générique de fin, on peut lire ceci : To obtain a copy of Joxer’s recipe for Moo Shu Sauce and other Chinese delicacies visit your local Bookstore or look for it on the internet. « Pour obtenir une copie de la recette de Joxer de la sauce mou-chou et d’autres délices chinois, visitez votre bibliothèque locale ou bien cherchez-la sur Internet. »[8]

## Épisode 7:Le Feu du ciel
- États-Unis : 15/11/1999 (Syndication)
- France : 02/05/2001 (TF6)

- Marie Matiko : Pao Ssu et K’ao Hsin
- Anthony Brandon Wong : Lin Qi
- George Cheung : Khan
- Helen Phung : Tei

- Xena serait à l’origine des guerriers en terre cuite du mausolée de l’empereur Qin.
- Lors du générique de fin, on peut lire ceci : Pao Ssu’s split personality was not harmed during the production of this motion picture. « La personnalité changeante de Pao Ssu n’a pas été blessée durant le tournage de cet épisode. »[9]

## Épisode 8:Petits Problèmes
- États-Unis : 22/11/1999 (Syndication)
- France : 03/05/2001 (TF6)

- Rose McIver : Daphné
- Colin Moy : Galantis, le père de Daphné
- Peter Feeney : Tharon

- Lors du générique de fin, on peut lire ceci : No Pie Tins were harmed during the making of Tharon’s mask. « Aucun moule à tarte n’a été blessé lors de la fabrication du masque de Tharon. »[10]

## Épisode 9:Les Germes de la foi
- États-Unis : 10/01/2000 (Syndication)
- France : 04/05/2001 (TF6)

- James Gaylyn : Pétraclès
- Peter Rowley : Milos

- À la fin de l’épisode Ange déchu, Calisto touche Xena ; il s’avère par la suite qu’elle lui donna ainsi un enfant.
- Lors du générique de fin, on peut lire ceci : Thanks to Eli’s non-violent ways, many people lost their lives during the production of this motion picture. « Grâce à la non violence d’Eli, beaucoup de personnes ont perdu la vie durant le tournage de cet épisode. »[11]

## Épisode 10:Les Cœurs de feu
- États-Unis : 17/01/2000 (Syndication)
- France : 07/05/2001 (TF6)

- Jim Ngaata : Maximinimus
- Tony Bishop : Alabardus
- Paul Norell : Falafel
- Ciaran Pennington : le jeune prétendant

- C’est le centième épisode de la série.
- Bien que mentionné dans l’épisode Le Roi des assassins, c’est la première fois qu’on aperçoit le deuxième frère de Joxer, Jesse.
- Il semble que Draco soit toujours sous l’influence du sort du fils de Cupidon depuis l’épisode Gloire à Éros.
- Lors du générique de fin, on peut lire ceci : No Lyres were strung out during the production of this motion picture. « Aucune lyre n’a été épuisée durant le tournage de cet épisode. »[12]
- Créatures et personnages légendaires : Terpsichore

## Épisode 11:Le Récit
- États-Unis : 24/01/2000 (Syndication)
- France : 08/05/2001 (TF6)

- Jon Gadsby : Lachrymose
- Chris Ryan : Blutos
- Tony Forster : Solemnus

- Chris Ryan, qui interprète ici Blutos, veut venger la mort de son frère Zantar interprété par lui-même dans l’épisode Le Conte de fée.
- Lors du générique de fin, on peut lire ceci : Gabrielle and Argo were Shrunk and Permanently Pressed during the production of this motion picture. « Gabrielle et Argo furent rétrécis et compressés durant le tournage de cet épisode. »[13]
- Créatures et personnages légendaires : Lachrymose[Qui ?]

## Épisode 12:L’Ennemi des dieux
- États-Unis : 31/01/2000 (Syndication)
- France : 09/05/2001 (TF6)

- Kevin Sorbo : Hercule
- Charles Keating : Zeus
- Meg Foster : Héra
- Micaela Daniel : Lachésis
- Mark Ferguson : Krykus
- Elizabeth Pendergrast : Atropos

- Lors du générique de fin, on peut lire ceci : Zeus Cashed in his Chips during the production of this motion picture. « Zeus a cassé sa pipe durant le tournage de cet épisode. »[14]
- Créatures et personnages légendaires : Hadès, Héra, Hercule, Zeus

## Épisode 13:Liens éternels
- États-Unis : 07/02/2000 (Syndication)
- France : 10/05/2001 (TF6)

- Natalie Duggan : Tira
- Peter Sa’ena-Brown : Tazor
- Matthew Dwyer : Oreas
- Patrick Iwobi : le premier mage
- Grant Boucher : le deuxième mage
- Barbara Cartwright : la troisième mage

- Lors du générique de fin, on peut lire ceci : Ares’ virility was harmed during the production of this motion picture. « La virilité d’Arès a été blessée durant le tournage de cet épisode. »[15]
- Créatures et personnages légendaires : Artémis

## Épisode 14:Le Siège d’Amphipolis
- États-Unis : 14/02/2000 (Syndication)
- France : 14/05/2001 (TF6)

- Musetta Vander : Ilainus

- Lors du générique de fin, on peut lire ceci : Post Production was under siege during the production of this motion picture. « Le siège de la production a été assiégé durant le tournage de cet épisode. »[16]
- Créatures et personnages légendaires : Athéna

## Épisode 15:Vent de folie
- États-Unis : 21/02/2000 (Syndication)
- France : 15/05/2001 (TF6)

- Joseph Main : Urcin
- Rupert Simmonds : Flipper
- Don Linden : un membre du conseil
- Steve Cleary : le maitre-nageur
- Jim Ngaata : le pirate ensorcelé

- Il y a un clin d’œil à la série Drôles de dames, quand le portraitiste dessine des dames dans une posture bien connue.
- Lors du générique de fin, on peut lire ceci : No Sea Nymphs or other Denizens of the Deep were harmed during the production of this motion picture. « Aucune nymphe des mers ou habitant des profondeurs des océans n’a été blessé durant le tournage de cet épisode. »[17]
- Créatures et personnages légendaires : Sirènes

## Épisode 16:La Source de vie
- États-Unis : 13/03/2000 (Syndication)
- France : 16/05/2001 (TF6)

- Selma Blair : Cyane (époque ancienne)
- Danielle Cormack : Samsara
- Karl Urban : Kor
- Monica McSwain : Olan
- Claudia Black : Karina
- Shelly Edwards : Cyane (époque de Xena)

- Il semble que le nom Cyané soit en fait un titre, décerné à celle qui guide les amazones : Victoria Pratt, dans la saison 4 (Aventures dans l’au-delà), puis Selma Blair et Shelly Edwards dans celui-ci.
- Danielle Cormack qui tenait le rôle récurrent d’Ephiny, interprète ici le rôle de Samsara.
- Lors du générique de fin, on peut lire ceci : Warning: The Surgeon General cautions practicing Weird and Grotesque Amazon rituals may be hazardous to your health. « Avertissement : le conseil général des chirurgiens avertit que la pratique des étranges et grotesques rituels amazones peut nuire fortement à la santé. »[18]
- Créatures et personnages légendaires : Amazones

## Épisode 17:Les Âmes Sœurs
- États-Unis : 20/03/2000 (Syndication)
- France : 17/05/2001 (TF6)

- Shelly Edwards : Cyane
- Morgan Reese Fairhead : Éris
- Joy Van Uden : Rhéa

- Gabrielle est déjà reine d’une autre tribu d’Amazones.
- Lors du générique de fin, on peut lire ceci : Many Cinnamon Swirls lost their lives in the making of Gabrielle’s Headdress. « Beaucoup de tourbillons de cannelle ont perdu la vie pour confectionner la coiffe de Gabrielle. »[19]

## Épisode 18:Marc-Antoine et Cléopâtre
- États-Unis : 17/04/2000 (Syndication)
- France : 21/05/2001 (TF6)

- Manu Bennett : Marc Antoine
- Miriama Smith : Shiana
- Paul Willis : le conseiller de la reine

- Manu Bennett a été crédité Jon Bennett dans cet épisode.
- Lors du générique de fin, on peut lire ceci : No Rubberized Snakes intent on destroying the Queen of Egypt were harmed during the production of this motion picture. « Aucun serpent en caoutchouc destiné à tuer la reine d’Égypte n’a été blessé durant le tournage de cet épisode. »[20]
- Créatures et personnages légendaires : Auguste, Cléopâtre, Marc Antoine

## Épisode 19:La Mort en face
- États-Unis : 24/04/2000 (Syndication)
- France : 22/05/2001 (TF6)

- Jason Hoyte : Héphaïstos
- Samantha Adriaanse : Clotho
- Micaela Daniel : Lachésis
- Elizabeth Pendergrast : Atropos

- Lors du générique de fin, on peut lire ceci : Death almost died during the production of this motion picture. « La mort a failli trépasser durant le tournage de cet épisode. »[21]
- Créatures et personnages légendaires : Héphaïstos, Moires

## Épisode 20:Livie
- États-Unis : 01/05/2000 (Syndication)
- France : 23/05/2001 (TF6)

- Colin Moy : Auguste (Octavius)
- Kate Smeda : Kate
- Michael Langley : Théon

- Livie fut la troisième épouse d’Auguste.
- Créatures et personnages légendaires : Livie, Virgile

## Épisode 21:Ève
- États-Unis : 08/05/2000 (Syndication)
- France : 24/05/2001 (TF6)

- Paul Glover : Senetus

- Joxer le Magnifique est mort.
- Lors du générique de fin, on peut lire ceci : Joxer’s sudden and unexpected death slowed down his rapid aging process during the production of this motion picture. « La mort soudaine et imprévue de Joxer a ralenti son processus de vieillissement durant le tournage de cet épisode. »[22]

## Épisode 22:Le Crépuscule des dieux
- États-Unis : 15/05/2000 (Syndication)
- France : 28/05/2001 (TF6)

- Josephine Davison : Artémis
- Joel Tobeck : Déimos
- Asa Lindh : Alecto (érinye)
- Annmarie Dennis : Tisiphone (érinye)
- Jon Brazier : le baptiste
- Rick Jacobson : Poséidon (voix)
- Julian Garner : Héphaïstos

- Ainsi Discore, Hadès, Déimos, Artémis, Poséidon et Athéna sont morts.
- Lors du générique de fin, on peut lire ceci : All the Gods were harmed during the production of this motion picture. « Tous les dieux furent blessés durant le tournage de cet épisode. »[23]
- Créatures et personnages légendaires : Artémis, Déimos, Érinyes

## Commentaires
- Certains personnages récurrents ne sont pas présents dans cette cinquième saison, comme Autolycos (Bruce Campbell), Lila, la sœur de Gabrielle (Willa O’Neill) et Minya (Alison Wall).